# 抱きしめて ねぇ
『抱きしめて ねぇ』（だきしめて ねぇ）は、小湊よつ葉の楽曲。小湊よつ葉名義では4曲目の楽曲であり、音楽レーベル・SOD recordsとしても4曲目の配信シングルとして、2023年3月3日に配信される。

## 概要
2023年3月2日にYouTube Mushicで公開。同年3月3日に各DSPより配信。
小湊よつ葉初の全編ドラマ作品である、AV第6作『小湊よつ葉 本格ドラマ初挑戦! 上京したてのウブで頭でっかちな私がSっ気ある彼氏にして欲しい7つの事』（2023年2月23日）のイメージソングを想定して制作され、主人公である小湊演じる山口里穂の恋心をイメージして小湊自身が作詞をした。これまでの楽曲と異なり、作品内で楽曲は使用されていない。
またリリース時にミュージックビデオも制作されておらず、ジャケット写真のみの公開となっている。
楽曲リリース時には「LINE MUSICで聴くと豪華特典が当たるプレゼントキャンペーン」を開催。

## 収録曲
1. 抱きしめて ねぇ
  - 作詞：小湊よつ葉、Geyu/作曲：Geyu[3]

## タイアップ
- 文化放送「紗倉まなとニューヨークのマジックミラーナイト」エンディングテーマ（2023年1月19日 ‐ 3月26日）
- 文化放送「ニューヨーク・小湊よつ葉のマジックミラーナイト」オープニングテーマ（2023年4月2日 - 2023年12月31日）※イントロ部分使用　エンディングテーマ（2023年4月2日 - 6月4日）